# نيم

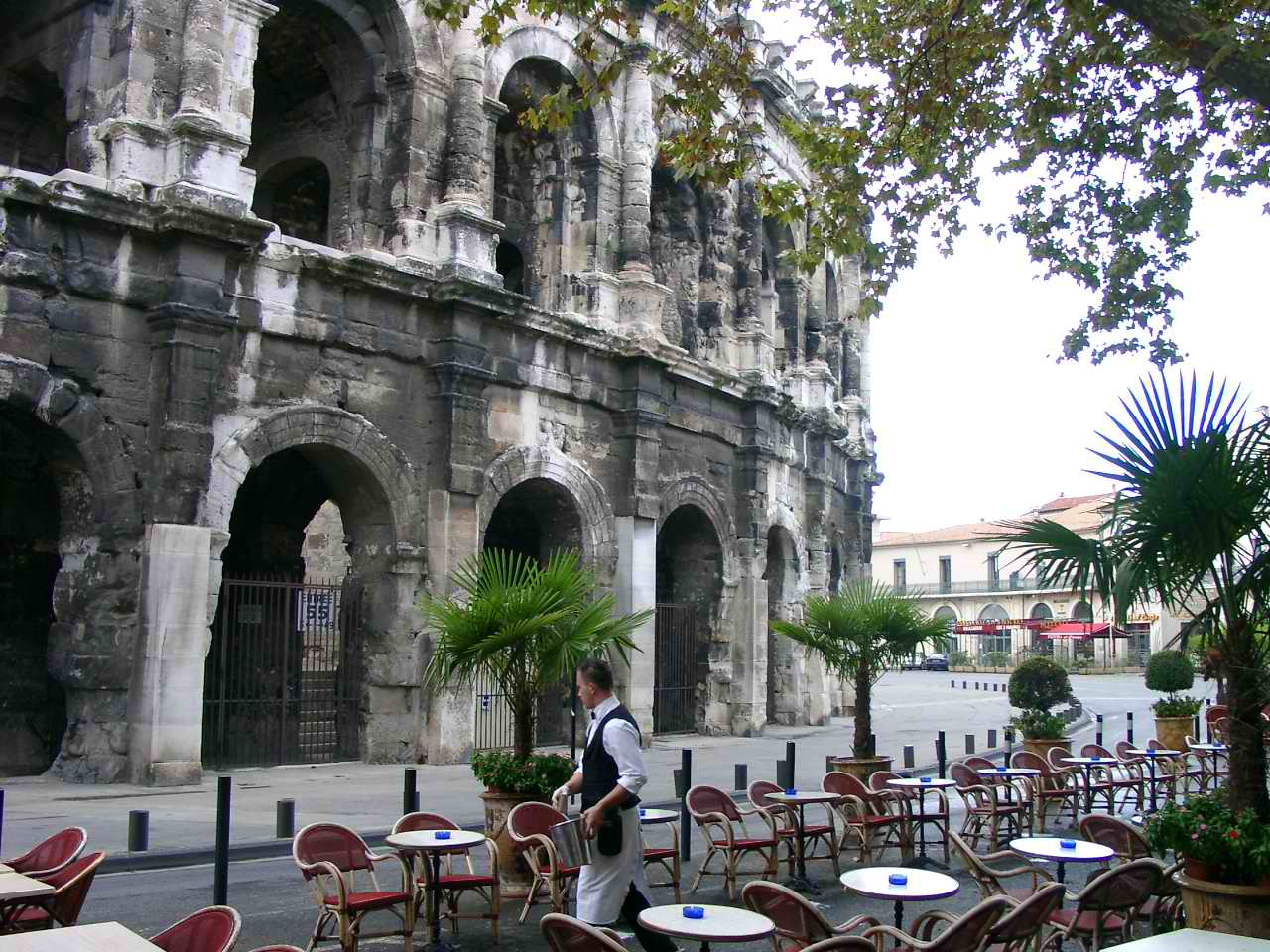
نيم

نيم أو نيمة (بالفرنسية: Nîmes)‏ هي مدينة تقع في جنوب فرنسا ،في محافظة لنكدوك روسيون. وقد أسماها العرب نيمة.
تقع بين البحر الأبيض المتوسط وجبال سيفين، على المحور المشغول أفينيون-آرل-مارسيليا-مونبلييه-بيربينيا بلغ نانعدد سكانها 144940 نسمة في عام 2011. في مدينة نيم في الصيف، ترى تدفقا كبيرا من السياح الذين يزورون معالمها ويشاركون في معـــارضهــا ومهرجاناتهـــا.

## المناخ
يظهر الجدول التالي التغييرات المناخية على مدار السنة لنيم:
| البيانات المناخية لـنيم            | البيانات المناخية لـنيم | البيانات المناخية لـنيم | البيانات المناخية لـنيم | البيانات المناخية لـنيم | البيانات المناخية لـنيم | البيانات المناخية لـنيم | البيانات المناخية لـنيم | البيانات المناخية لـنيم | البيانات المناخية لـنيم | البيانات المناخية لـنيم | البيانات المناخية لـنيم | البيانات المناخية لـنيم | البيانات المناخية لـنيم |
| الشهر                              | يناير                   | فبراير                  | مارس                    | أبريل                   | مايو                    | يونيو                   | يوليو                   | أغسطس                   | سبتمبر                  | أكتوبر                  | نوفمبر                  | ديسمبر                  | المعدل السنوي           |
| ---------------------------------- | ----------------------- | ----------------------- | ----------------------- | ----------------------- | ----------------------- | ----------------------- | ----------------------- | ----------------------- | ----------------------- | ----------------------- | ----------------------- | ----------------------- | ----------------------- |
| الدرجة القصوى °م (°ف)              | 21.5 (70.7)             | 23.8 (74.8)             | 27.3 (81.1)             | 30.7 (87.3)             | 34.7 (94.5)             | 44.4 (111.9)            | 38.8 (101.8)            | 41.6 (106.9)            | 35.4 (95.7)             | 31.9 (89.4)             | 26.1 (79.0)             | 20.6 (69.1)             | 44.4 (111.9)            |
| متوسط درجة الحرارة الكبرى °م (°ف)  | 11.0 (51.8)             | 12.4 (54.3)             | 16.0 (60.8)             | 18.6 (65.5)             | 23.0 (73.4)             | 27.5 (81.5)             | 31.0 (87.8)             | 30.5 (86.9)             | 25.7 (78.3)             | 20.4 (68.7)             | 14.5 (58.1)             | 11.3 (52.3)             | 20.2 (68.4)             |
| المتوسط اليومي °م (°ف)             | 6.8 (44.2)              | 7.8 (46.0)              | 10.9 (51.6)             | 13.5 (56.3)             | 17.5 (63.5)             | 21.7 (71.1)             | 24.9 (76.8)             | 24.4 (75.9)             | 20.3 (68.5)             | 16.0 (60.8)             | 10.5 (50.9)             | 7.4 (45.3)              | 15.2 (59.4)             |
| متوسط درجة الحرارة الصغرى °م (°ف)  | 2.7 (36.9)              | 3.2 (37.8)              | 5.8 (42.4)              | 8.3 (46.9)              | 12.1 (53.8)             | 15.8 (60.4)             | 18.7 (65.7)             | 18.4 (65.1)             | 14.9 (58.8)             | 11.5 (52.7)             | 6.5 (43.7)              | 3.6 (38.5)              | 10.2 (50.4)             |
| أدنى درجة حرارة °م (°ف)            | −12.2 (10.0)            | −14.0 (6.8)             | −6.8 (19.8)             | −2.0 (28.4)             | 1.1 (34.0)              | 5.4 (41.7)              | 10.0 (50.0)             | 9.2 (48.6)              | 5.4 (41.7)              | −1.0 (30.2)             | −4.8 (23.4)             | −9.7 (14.5)             | −14.0 (6.8)             |
| الهطول مم (إنش)                    | 64.7 (2.55)             | 47.3 (1.86)             | 40.4 (1.59)             | 65.1 (2.56)             | 58.5 (2.30)             | 40.9 (1.61)             | 28.2 (1.11)             | 53.3 (2.10)             | 96.4 (3.80)             | 119.2 (4.69)            | 83.1 (3.27)             | 65.8 (2.59)             | 762.9 (30.04)           |
| متوسط أيام هطول الأمطار (≥ 1.0 mm) | 5.7                     | 5.2                     | 4.9                     | 6.8                     | 5.9                     | 4.4                     | 2.8                     | 3.8                     | 5.2                     | 7.0                     | 6.8                     | 5.8                     | 64.2                    |
| متوسط الأيام المثلجة               | 0.8                     | 0.6                     | 0.2                     | 0.0                     | 0.0                     | 0.0                     | 0.0                     | 0.0                     | 0.0                     | 0.0                     | 0.3                     | 0.5                     | 2.4                     |
| ساعات سطوع الشمس الشهرية           | 141.6                   | 166.3                   | 222.2                   | 229.8                   | 262.0                   | 311.0                   | 341.1                   | 301.6                   | 239.0                   | 166.6                   | 147.9                   | 134.0                   | 2٬662٫9                 |
| المصدر: Météo France               |                         |                         |                         |                         |                         |                         |                         |                         |                         |                         |                         |                         |                         |

## توأمة
لنيم اتفاقيات توأمة مع كل من:
- براونشفايغ (1962 - )[25]
- فرانكفورت (1976 - )[25]
- براغ (1967 - )[25]
- برستون (1955 - )[26]
- فيرونا (1960 - )[25]
- سلامنكا
- ريشون لتسيون (1986 - )[25]
- مكناس (2005 - )[25]
- فريسنو
- بلاسينثيا
- قرطبة (سبتمبر 2013 - )[27]
- فورت وورث (2019 - )

## أعلام
- جورج فابر
- جون غاستون داربو
- مارغريت لونغ
- فرانسوا جيزو
- ألفونس دوديه
- مانويل أموروز